# George Liratsis

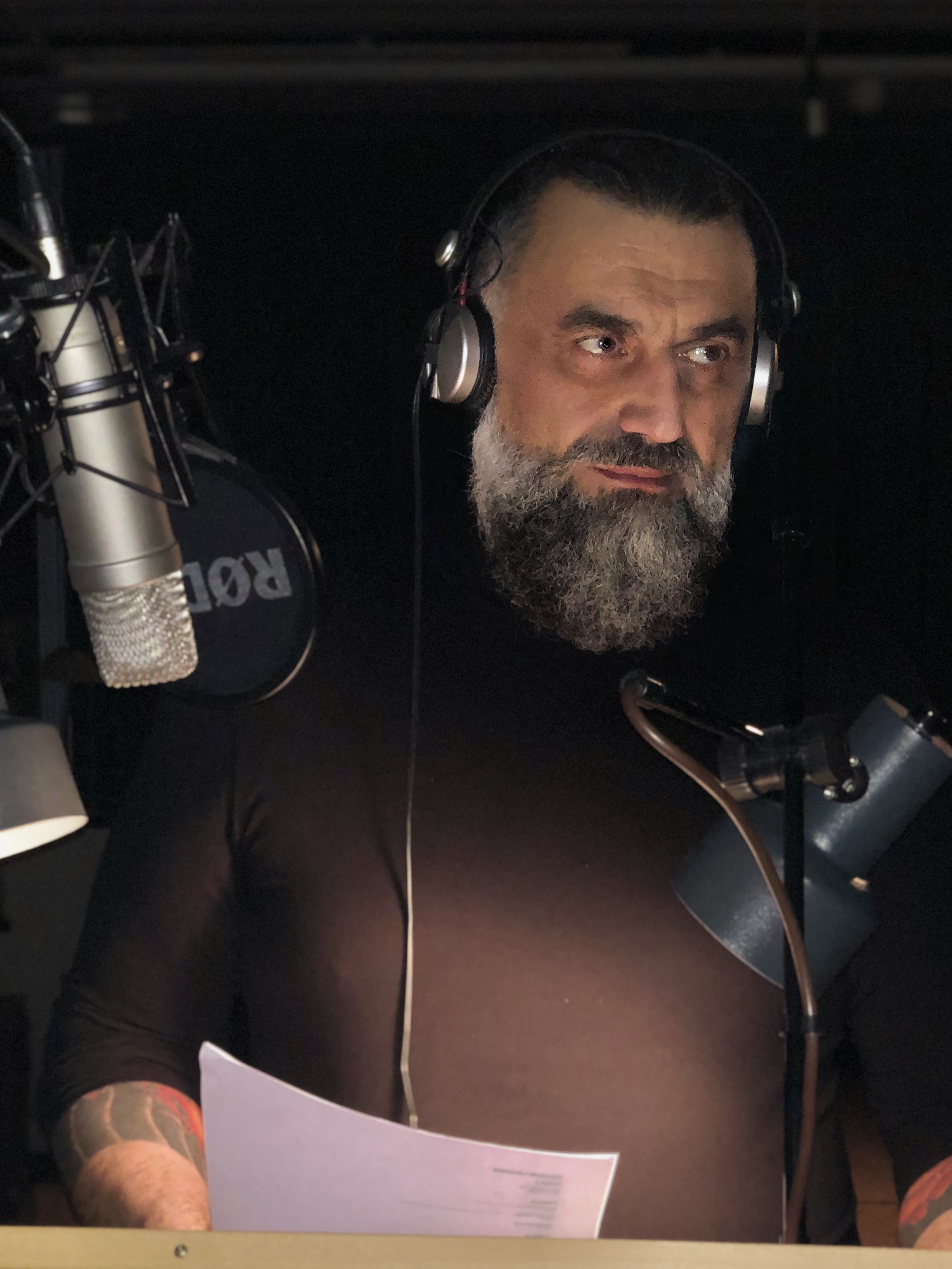
George Liratsis (2019)

George Liratsis (* 6. August 1967 in Drama, Griechenland) ist ein deutsch-griechischer Schauspieler und Unternehmer.

## Biographie
George Liratsis wurde als Georgios Liratsis in Griechenland geboren und wuchs in Stuttgart auf, wo er später mehrere Gaststätten leitete. In Baden-Baden war er der Betreiber eines Burger-Restaurants.
Im Jahr 2019 wurde Liratsis von Regisseur Eric Dean Hordes aufgrund seines einprägsamen Äußeren und seiner markanten Stimme als Schauspieler entdeckt und erhielt eine der Hauptrollen in der SWR Webserie Patchwork Gangsta. In der Rolle des Aladin spielte er neben Katy Karrenbauer und Neil Malik Abdullah in 10 Folgen mit.
Im Juli 2020 trat Liratsis in dem Musikvideo des Schlagers My Schoko-Kaffee der Sänger Tony Marshall, Jennah Karthes und Tom Brecht auf. Auf Basis des Schlagers wurde zusätzlich ein arabisch-englischer Werbesong für die ägyptische Kaffeebohnen-Marke Mom's Choco Cafe ausgekoppelt. In dem in Ägypten, Jordanien und im Libanon im Fernsehen ausgestrahlten und von Regisseur Hordes produzierten Werbespot spielt Liratsis ebenfalls neben Marshall und Karthes.
Liratsis lebt und arbeitet in Baden-Baden und betreibt eine Bar in Rastatt.

## Filmografie
- 2019: Patchwork Gangsta als Aladin

## Werbung
- 2020: Werbegesicht von Mom's Choco Cafe